# باول كلارك (لاعب بوكر)
باول كلارك (بالإنجليزية: Paul Clark)‏ هو لاعب بوكر أمريكي، ولد في 2 يونيو 1947 في نيو أورلينز في الولايات المتحدة، وتوفي في 15 أبريل 2015 في لاس فيغاس في الولايات المتحدة.